# Термоекономіка

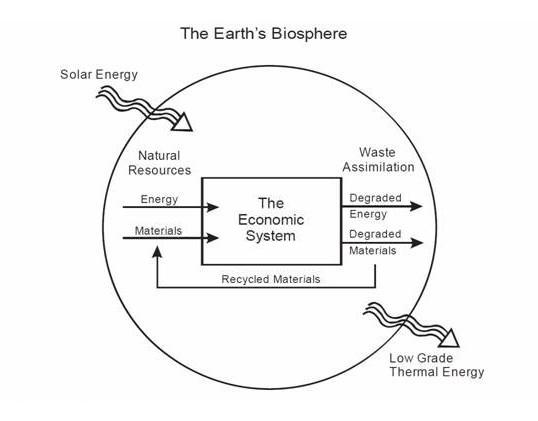
Економічна система людства розглядається як підсистема глобального середовища

Термоекономіка («біофізична економіка», англ. Thermoeconomics) — це школа економіки, яка пояснює економічну теорію за допомогою законів статистичної механіки. Термоекономіка визначається як застосування термодинамічних принципів до економіки, а також застосування принципів економіки для ефективного проєктування інженерних та промислових процесів. Термоекономіка аналізує економіку виробництва енергії з точки зору ексергетики, де ексергія є доступною робочою енергією. Термоекономіка ґрунтується на припущенні, що енергія є єдиною раціональною основою для побудови функції калькуляції. Термоекономіка застосовує процедури інженерного обліку до експлуатаційних параметрів та ефективності ексергії та ціноутворення питомого енергоємності потоку. Термоекономіка, таким чином, є цінним інструментом у оцінці виробничих процесів і виробничих циклів.

## Історія термоекономіки
Ідея поєднання енергетичних та вартісних потоків була вперше досліджена після Другої світової війни Бенедиктом та іншими американськими викладачами та економічними теоретиками, але була значною мірою відкинута до початку 1980-х років. У 1960-х роках незалежні дослідники запропонували спільне застосування аналізу ексергії та інженерної економіки, які зосереджувалися на формуванні взаємодії між витратами та ефективністю. Терміни «економіка економіки» в Європі і термоекономіка в Сполучених Штатах використовувалися як такі, що мають однаковий зміст. Термін «економіка» був використаний професором Майроном Трибусом у його лекціях, а взаємозв'язок між витратами та енергією був розроблений під час дослідження процесу опріснення, де грошовий потік, витрати на паливо та експлуатаційні витрати були пов'язані з ексергією кожного потоку.
Енергійне застосування термоекономіки для аналізу, оптимізації та проєктування теплових систем почалося в 1980-х роках. Були проведені додаткові дослідження та опубліковані матеріали з термоекономіки та теорії. Одна з таких теорій включає вартість теорії ексергії. Були проведені конференції та зустрічі з питань ефективності, витрат, оптимізації та моделювання систем ексергії. Такі ініціативи, як проєкт CGAM в 1993 році, показали, як різні процедури можуть бути застосовані до вирішення заданої задачі циклу газової турбіни. Проєкт TADEUS був розпочатий у 2001 році з метою застосування різноманітних процесів від різних дослідників у термоекономічному аналізі для виявлення несправностей енергосистеми та неефективності.

## Практичні застосування термоекономіки
Термоекономіка використовується в промисловій екології з метою перетворення лінійних промислових процесів у замкнуті системи, що нагадують природні екосистеми. Ця програма спрямована на розвиток стійких промислових систем, де обробка відходів обробляється ефективно та економічно ефективно. Термоекономіка також використовувалася для виявлення неефективності та потенціалу енергозбереження в окремих виробничих підприємствах.

## Актуальність термоекономіки
Термоекономіка — це універсальна концепція, яка дозволяє впроваджувати її в складних системах, забезпечуючи систематичний і загальний підхід до аналізу систем проєктування. Будучи методом зниження витрат на ексергію, термоекономіка надає інформацію для розробки економічно ефективних установок перетворення енергії. Оцінка та оптимізація проєктів також стало можливим, тому вдосконалення можна здійснити за допомогою різних термоекономічних підходів. Термоекономіка надає розробникам інформацію щодо процесу формування витрат, а також взаємодії між термодинамікою та економікою та між різними компонентами рослин, які є важливими для вдосконалення конструкцій енергетичних систем.

## Приклади використання термоекономіки на ринку
Термоекономіка була використана в аналізі декарбонізації палива та установок для розділення вуглекислого газу, а отже, і на зменшення впливу на навколишнє середовище внаслідок збільшення концентрації глобальних викидів парникових газів, які широко вважаються відповідальними за глобальне потепління. Термоекономіка є, таким чином, практичним процесом, який, якщо застосовуватиметься, дасть позитивні результати, починаючи від стійких і екологічно чистих промислових процесів до економічно ефективних засобів використання енергії.